# Du skal ikke købe russisk!
"Du skal ikke købe russisk!" (ukrainsk: "Не купуй російське!") eller "Boykot russiske varer" (ukrainsk: "Бойкотуй російське!") er en ikke-voldelig kampagne med det formål at boykotte russisk handel i Ukraine. Protesten startede den 14. august 2013 som en reaktion på Ruslands handelsembago mod Ukraine. Den blev organiseret af Vidsich på de sociale medier. Kampagnen blev senere udvidet til en massedistribution af foldere, plakater og kilstremærker til over 45 byer. Ved begyndelsen af Euromajdan-demonstrationerne i november 2013 ebbede kampagnen ud, men vendte tilbage med fuld kraft den 2. marts 2014 under Krimkrisen og i forbindelse med Ruslands invasion af Ukraine i 2022.
- Kyiv, 22.08.2013
- Kyiv, 15.03.2014
- Lviv, 04.04.2014
- Kyiv, 29.05.2014
- 22.06.2014